# الطاقة المتجددة في تايوان

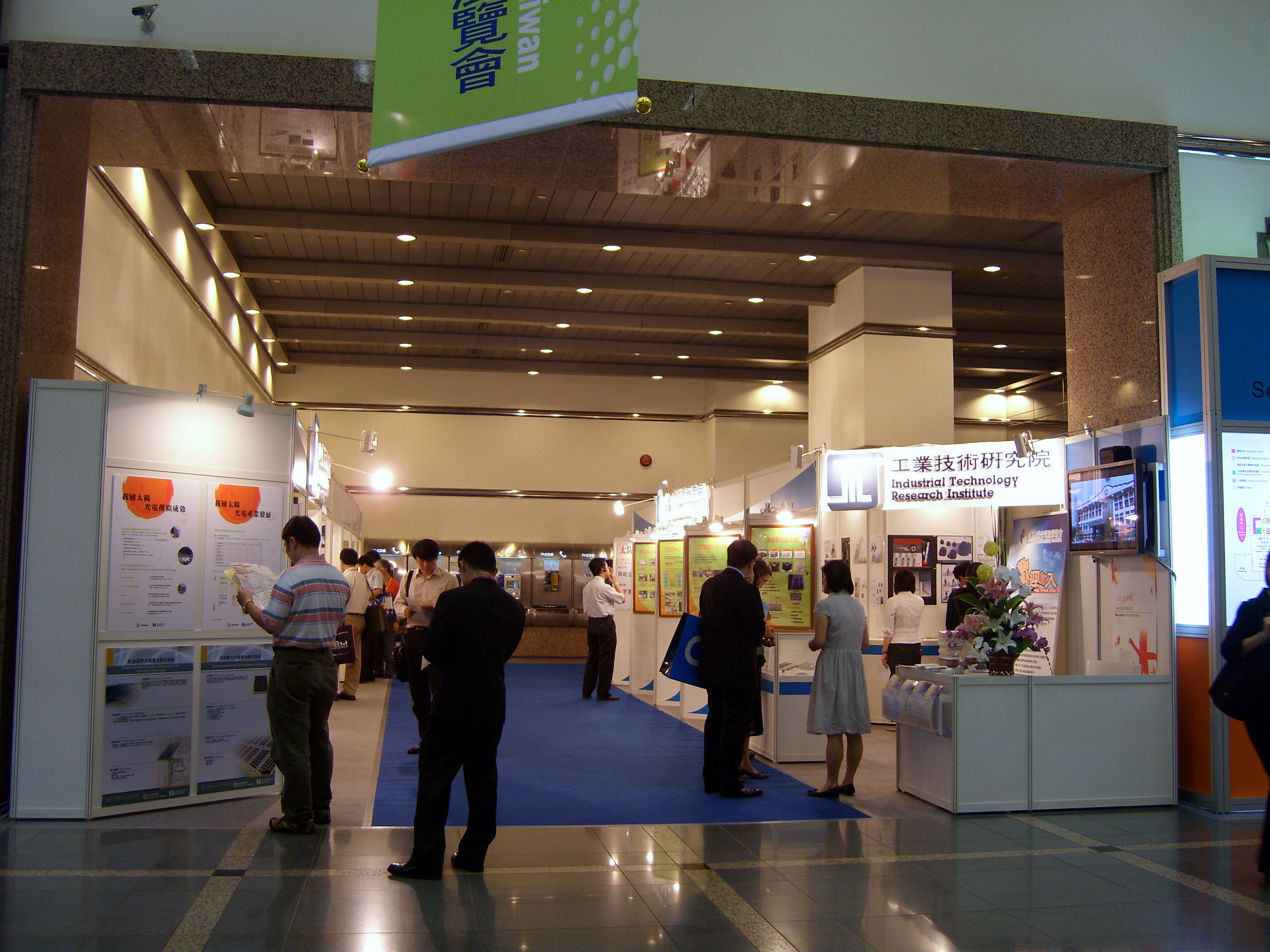
معرض تكنولوجيا الطاقة المتجددة في تايوان في عام 2007

تساهم الطاقة المتجددة في تايوان بحوالي 8.7٪ من توليد الكهرباء الوطنية لعام 2013. ففي نهاية عام 2013 كانت القدرة الكلية للطاقة المتجددة في تايوان تقريبا 3.76 جيجاوات.

## سياسة الطاقة المتجددة

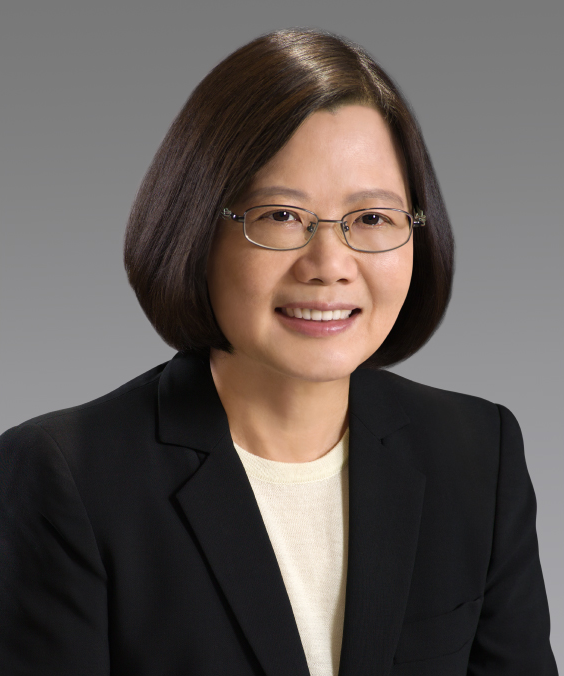
تساي إنغ ون

في نوفمبر 2003، حددت الحكومة تسعيرة الكهرباء المولدة من الطاقة المتجددة. في عام 2009، مررت الحكومة قانون تطوير الطاقة المتجددة بهدف زيادة السعة الكلية المثبتة في تايوان إلى 9.95 جيجاوات بحلول عام 2030. هذا القانون تم تحديد تسعيرة كلا من الطاقة الشمسية، طاقة الرياح، الرياح البحرية، الغاز الحيوي، الطاقة الكهرومائية.
في عام 2012، تم تثبيت أكثر من مليون خلية شمسية وألف توربية رياح. في عام 2014، تم العمل على برنامج الطاقة الخضراء لتطوير الطاقة المتجددة.
في يناير 2015، صرحت الرئيسة المنتخبة تساي إنغ ون أن حزبها يهدف إلى التخلص التدريجي من الطاقة النووية في تايوان، وزيادة حصة توليد الطاقة المتجددة إلى 20٪ بحلول عام 2025.

## الطاقة المتجددة

### الطاقة الكهرومائية

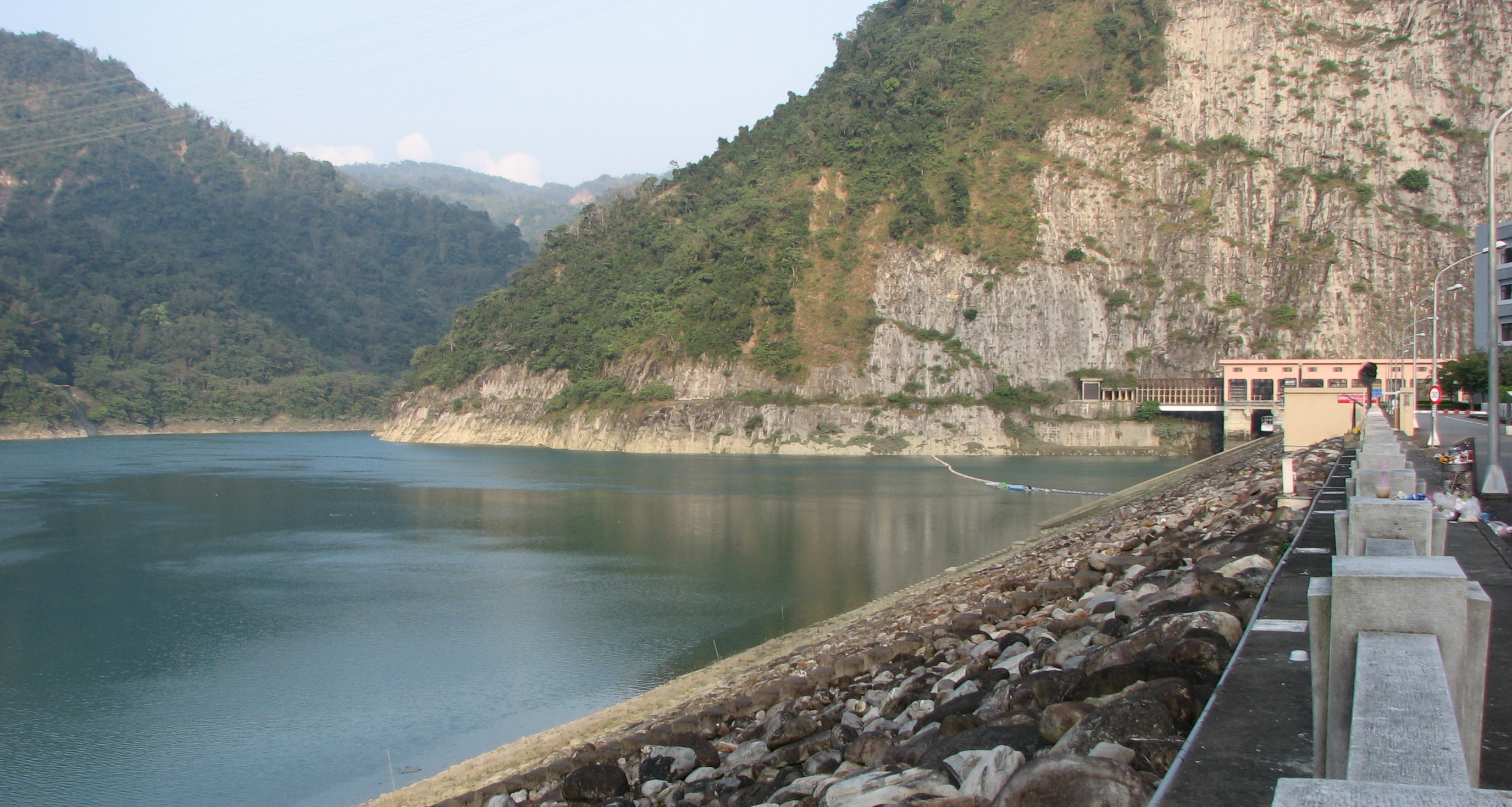
محطة منجتان للطاقة الكهرومائية، في بلدة شويلي، مقاطعة نانتو بسعه تصل إلى 1602 ميجاوات

تم بناء أول محطة للطاقة الكهرومائية في تايوان عام 1905 خلال الحكم الياباني لتايوان. وبسبب القلق البيئي، لم يعد بناء المحطات الكهرومائية أمرا مخطط له، وتم الاتجاه إلى بناء محطات كهرومائية صغيرة الحجم. في يونيو عام 1995، أنهت شركة تاي باور ووكالة الموارد المائية لوزارة الشئون الاقتصادية تحقيقا لتحديد قدرة الطاقة المائية في تايوان. ذكر البحث أنه نظريا يمكن توليد 11730 ميجاوات، بينما عمليا يمكن توليد 5000 ميجاوات. منذ عام 2001، انخفضت مساهمة الطاقة الكهرومائية بسبب آثار زلزال جيجي في 21 سبتمبر عام 1999.
في نهاية عام 2005، كانت السعة الكلية للطاقة الكهرومائية حوالي 4539.9 ميجاوات، منهم 2602 ميجاوات من وحدات تخزين. اُفتتح أكبر محطة للطاقة الكهرومائية في عام 1995. تقع المحطة في بلدة شويلي، مقاطعة نانتو بسعه تصل إلى 1602 ميجاوات.

### الطاقة الشمسية

السعة التراكمية للطاقة الشمسية في تايوان.

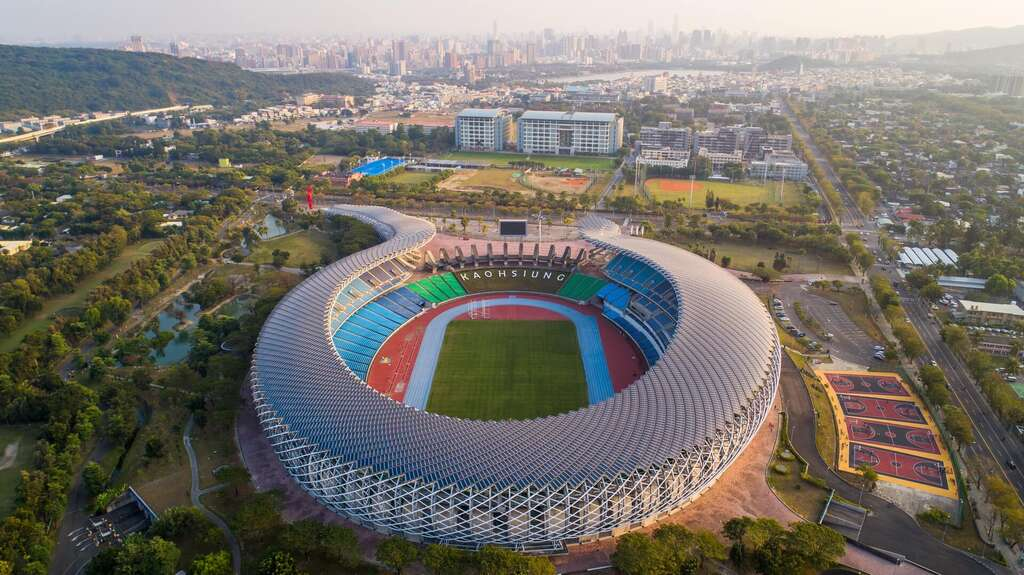
ملعب كاوهسيونغ الوطني، ويعتبر أيضا محطة للطاقة الشمسية بسعة 1 ميجاوات

في عام 2013، كانت نسبة مشاركة الطاقة الشمسية في تايوان إلى 14%. وكانت السعة الكلية حوالي 206.4 ميجاوات.
قامت الحكومة باستخدام أنظمة الألواح الشمسية بسعة 189.492 كيلو وات/ساعة في السنة في جزيرة تايبينغ، مقاطعة كين، مدينة كاوهسيونغ. قسم المشروع إلى مرحلتين، الأولى انتهت في ديسمبر 2011، والثانية في ديسمبر 2014. موّلت المشروع وزارة الشئون الاقتصادية.
في مايو 2009، افتتحت تايوان ملعب كاوهسيونغ الوطني في حي زويينج بمقاطعة كاوهسيونغ، والذي يعمل أيضا كمحطة للطاقة الشمسية. فيتكون من 141 لوح شمسي بسعة تصل إلى 1 ميجاوات.
تم الانتهاء أيضا من المرحلة الأولى لمحطة تيبور للطاقة الشمسية في ديسمبر 2014 بسعة إجمالية 19.6 ميجاوات وإنتاج يصل إلى 24.957 جيجاوات ساعة في السنة. هذه المحطة ستقلل 10500 طن من انبعاثات الكربون سنويا.
تسعى الحكومة لإيصال السعة الكلية للطاقة الشمسية إلى 4500 بحلول عام 2020، وأن يصل عدد المستخدمين لهذه الطاقة 7.5 مليون تايواني بحلول عام 2030.
يوضح الجدول الآتي تطور السعة الكهربية للطاقة الشمسية في تايوان في السنوات الأخيرة.
| العام | السعة بالميجاوات (MW) | التوليد بالجيجاوات (GW•h) |
| ----- | --------------------- | ------------------------- |
| 2000  | 0.1                   | 0.12                      |
| 2001  | 0.2                   | 0.26                      |
| 2002  | 0.3                   | 0.34                      |
| 2003  | 0.5                   | 0.46                      |
| 2004  | 0.6                   | 0.58                      |
| 2005  | 1.0                   | 0.96                      |
| 2006  | 1.4                   | 1.45                      |
| 2007  | 2.4                   | 2.18                      |
| 2008  | 5.6                   | 4.56                      |
| 2009  | 9.5                   | 9.21                      |
| 2010  | 22.0                  | 25.58                     |
| 2011  | 117.9                 | 70.26                     |
| 2012  | 222.5                 | 173.07                    |
| 2013  | 392.0                 | 337.85                    |
| 2014  | 620.1                 | 551.70                    |
| 2015  | 842.0                 | 875.51                    |

### طاقة الرياح

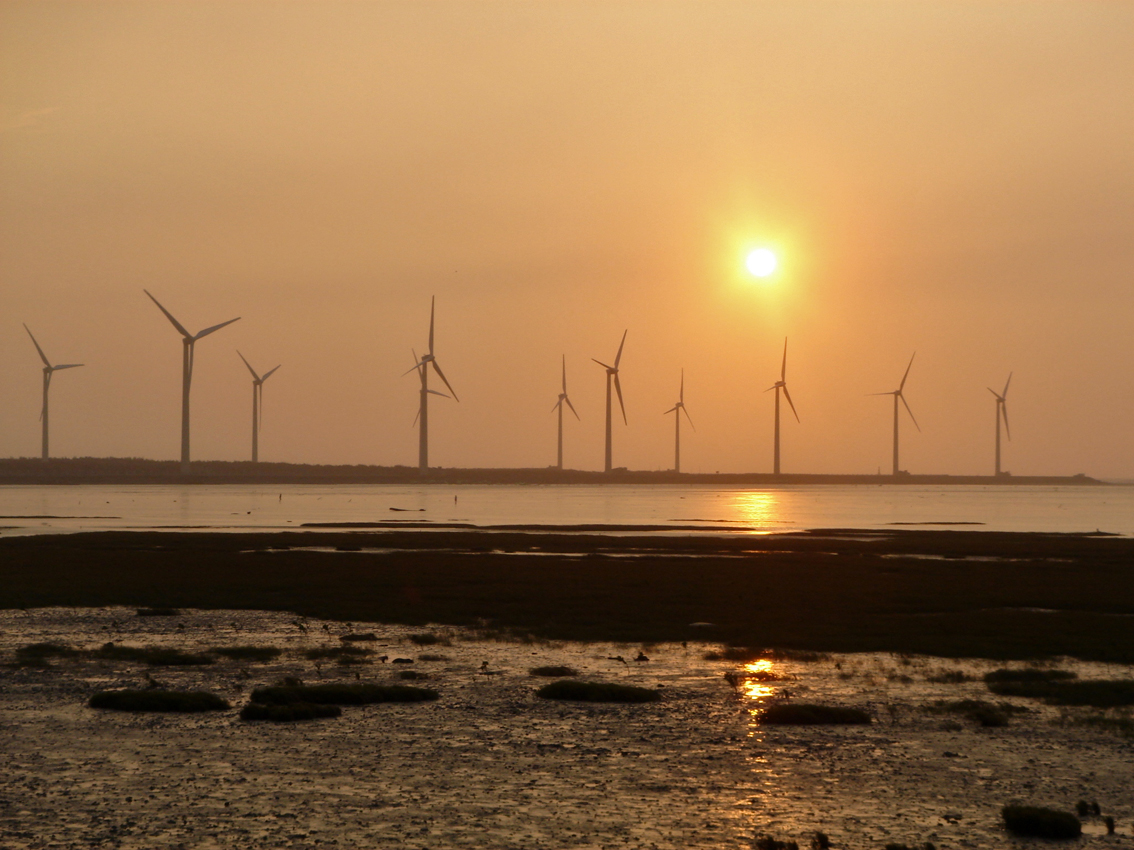
مزرعة رياح في مدينة تاي شانغ

تمتلك تايوان مصادر وفيرة من طاقة الرياح. فمع بداية عام 2016، كان يوجد أكثر من 326 توربينة بسعة إجمالية 644.4 ميجاوات، منهم 169 تملكها شركة تاي باور. في عام 2013، وصلت السعة الكلية لمحطتي تايوان البرية والبحرية تقريبا 530 ميجاوات. توجد الآن حوالي 55 وحدة رياح في جونتون، كنمن، ميلياو، تشانجونج، وشيهو.
تم الانتهاء من المرحلة الأولى في شينمين، وحدة تاتان 1، جوانيوان، شيانشان، مرفأ تايشونغ في يناير 2003، شملت المرحلة تثبيت أكثر من 59 توربينة رياح. بسعة إجمالية 96.96 ميجاوات. بينما إنتهت المرحلة الثانية في يناير 2005، شملت تثبيت أكثر من 58 توربينة. أما المرحلة الثالثة فوصلت سعتها الكلية إلى 59.6 ميجاوات. أما المرحلة الرابعه فإنتهت في يونيو عام 2015، بسعة إجمالية 14.8 ميجاوات، بتوليد يصل إلى 43.081 جيجاوات ساعة سنويا. من المقرر الانتهاء من محطة الرياح في جزيرة بينغهو في يونيو عام 2016، بسعة تصل إلى 33 ميجاوات، بتوليد 116.251 جيجاوات ساعة سنويا.
في عام 2007، بدأت جامعة بنغهو الوطنية للعلوم والتكنولوجيا في محافظة بنغهو مشروعا بتكليف وتمويل من المجلس الوطني للعلوم لإقامة مزرعة رياح على مساحة 5000 متر مربع في منطقة الحرم الجامعي للتعليم وأغراض البحث. تحتوي المزرعة الآن على 47 توربينه رياح صغيرة تجريبية مثبته من قبل 20 شركة دولية. تحتوي جميع التوربينات على نظام رصد خاص بها لتسجيل حالة وكفاءة التوربينة، وإرسال البيانات عبر الإنترنت للتحليل والتطوير.
تهدف الدولة إلى استخدام 450 توربينة رياح برية و 600 توربينة رياح بحرية بحلول عام 2030، بسعة إجمالية 4200 ميجاوات. منها 1200 للتوربينات البرية و 3000 للتوربينات البحرية. كما تهدف إلى إنشاء مشروع "Formosa 1" بسعة إجمالية 4 ميجاوات في عام 2016.
يوضح الجدول الآتي تطور السعة الكهربية لطاقة الرياح في تايوان في السنوات الأخيرة:
| عام  | السعة الكلية بالميجاوات (MW) | التوليد بالجيجاوات ساعة (GW·h) |
| ---- | ---------------------------- | ------------------------------ |
| 2000 | 2.6                          | 1.3                            |
| 2001 | 5.0                          | 12.2                           |
| 2002 | 8.5                          | 15.8                           |
| 2003 | 8.5                          | 23.7                           |
| 2004 | 8.5                          | 25.2                           |
| 2005 | 23.9                         | 91.3                           |
| 2006 | 102.0                        | 276.0                          |
| 2007 | 186.0                        | 439.5                          |
| 2008 | 250.4                        | 588.2                          |
| 2009 | 374.3                        | 786.6                          |
| 2010 | 475.9                        | 1,026.3                        |
| 2011 | 522.7                        | 1,492.6                        |
| 2012 | 571.0                        | 1,413.4                        |
| 2013 | 614.2                        | 1,640.0                        |
| 2014 | 637.2                        | 1,500.4                        |
| 2015 | 646.7                        | 1,525.2                        |

### الطاقة الحرارية الجوفية
تمتلك تايوان ما يقرب من 33640 ميجاوات من الطاقة الحرارية الجوفية، متركزو في مقاطعة هوالين ومقاطعة نانتو، مقاطعة هواليان ومحافظة تايتونج تاتان.
حاولت تايوان تطوير محطة للطاقة الحرارية الجوفية في بلده داتونغ، مقاطعة هواليان في الفترة ما بين عام 1981-1993 إلا أن محاولتها باءت بالفشل. في أغسطس 2016، بدأت تايوان بتطوير الطاقة الحرارية الجوفية في بلده سانكسينج، مقاطعة هواليان، بالإستعانة بمؤسسة البترول الوطنية الصينية و جامعة تايوان الوطنية ومعهد بحوث التكنولوجيا الصناعية.

## وصلات خارجية
- Residents rally against wind energy
- A Problem With Wind Power
- Lawmaker leads charge against turbines
- Demonstrators protest solar power about-face
- “Renewable Energy: Not Cheap, Not ‘Green’” Turns 15